# 奧柏·御峯

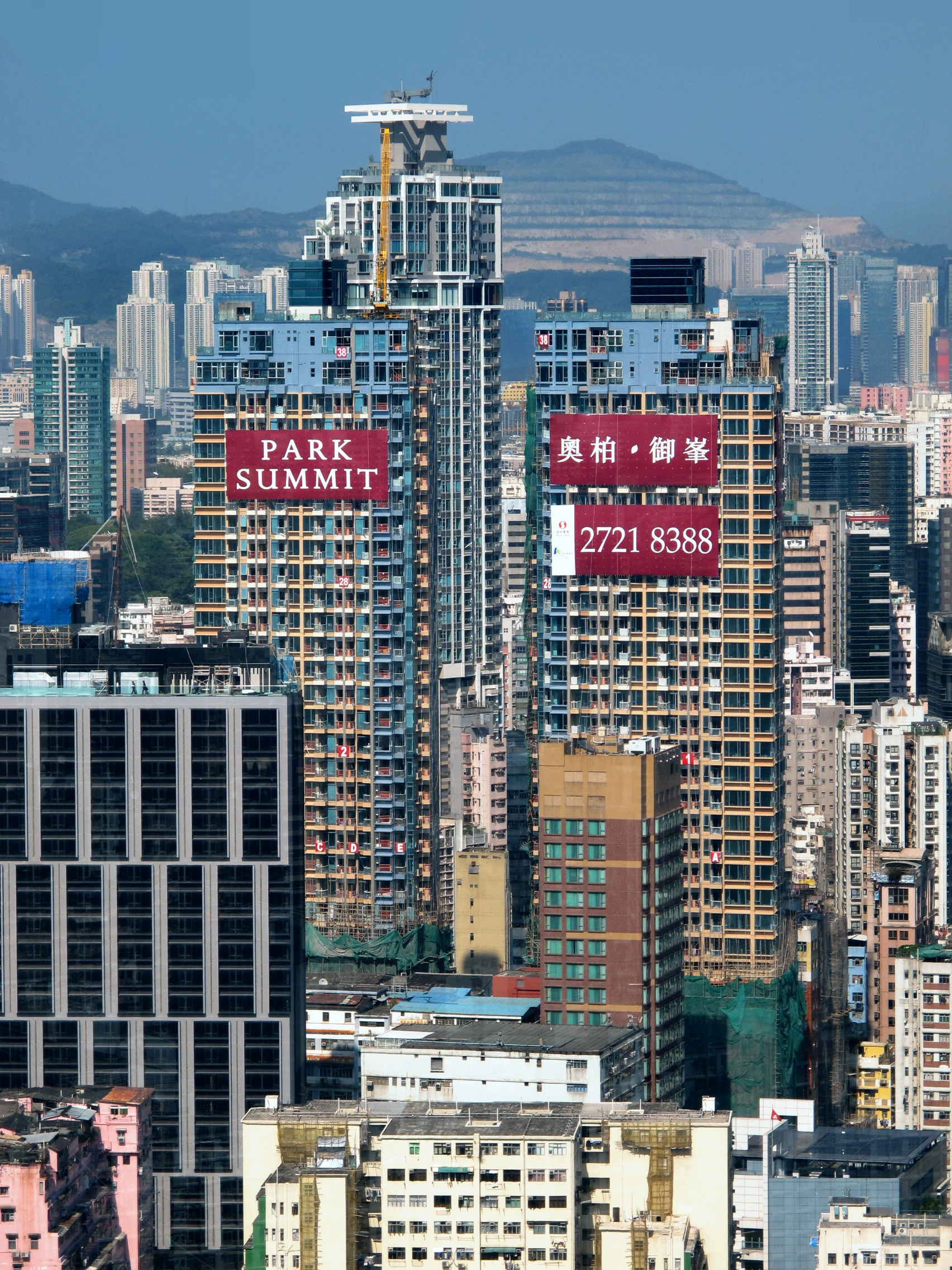
奧柏·御峯

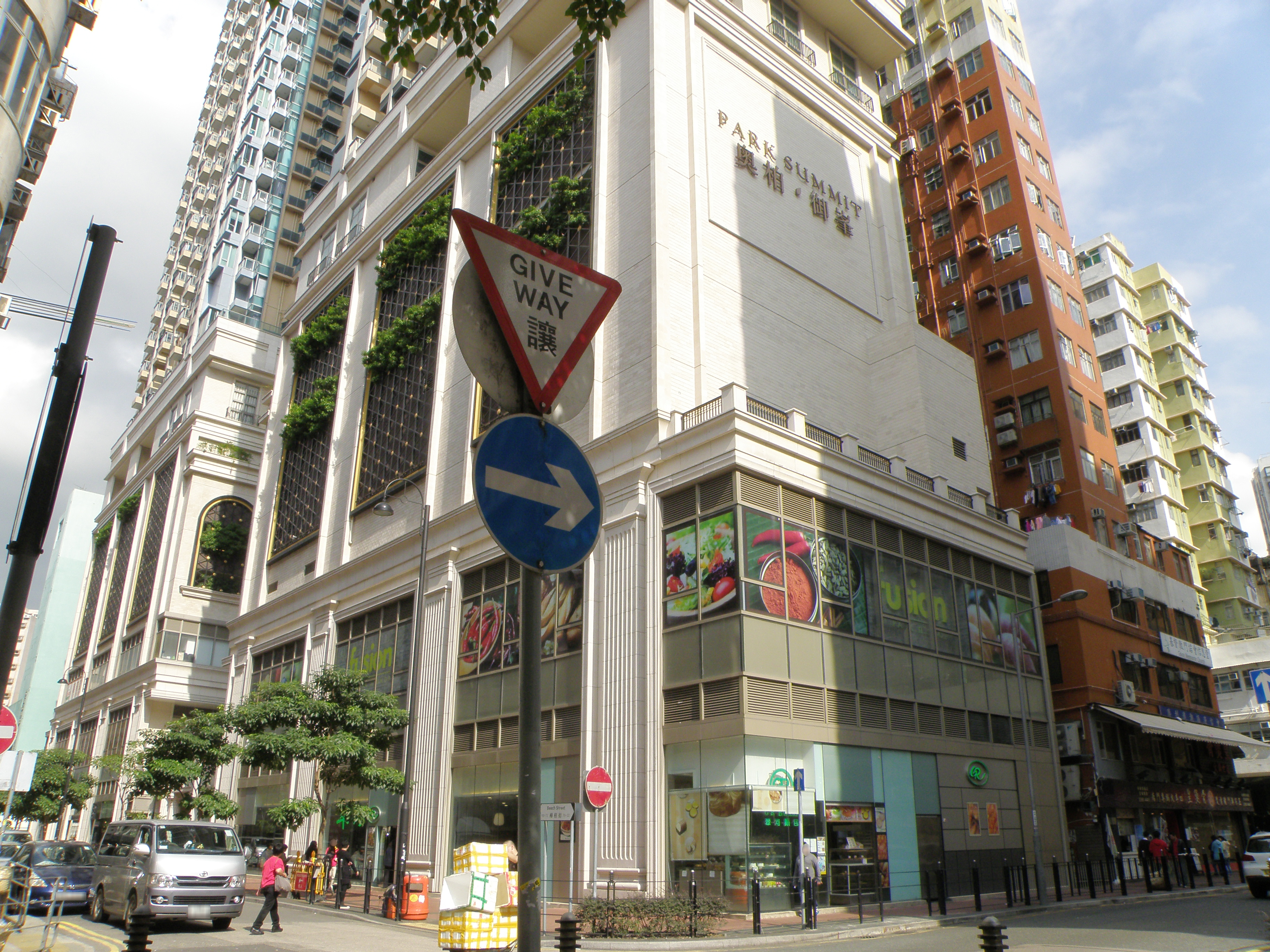
奧柏·御峯商場

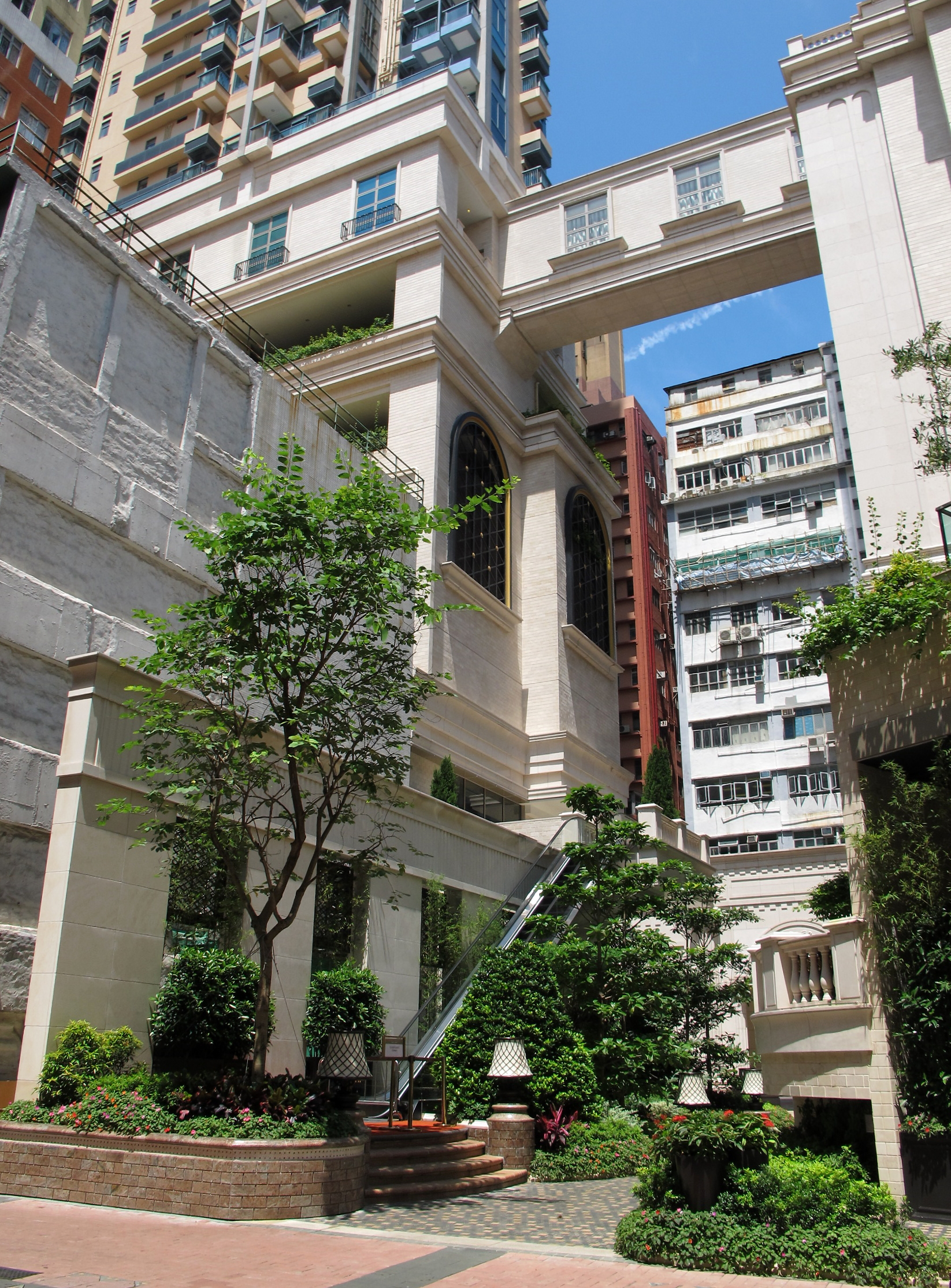
地下設小型廣場作為24小時通道

奧柏．御峯（英語：Park Summit）是位於香港九龍大角咀櫸樹街88至90號的私人住宅，由信和置業（以「輝信發展有限公司」名義）及市區重建局發展，是市建局的杉樹街╱晏架街重建項目，於2013年第一季入伙。樓盤呎價參考港鐵奧運站一帶樓盤，參考價維持在每方呎10,000至12,000元水平。

## 住宅
項目設有2座樓宇，樓高38層，合共提供462個單位，主要包括開放式、1房至2房戶，面積由330至743平方呎不等，佔整個屋苑約七成。3房1套設由860平方呎起，佔23伙。另有多種特色單位以供選擇，由330至2,626平方呎不等。管理費為$2.88。

## 住客會所
會所位於項目5至7樓，5樓設有兒童遊樂區，6樓為空中花園，設有鳥語雅座及花香庭院，7樓為一橋相連的雙子式會所，提供多元化遊樂設施，包括瑜珈室、遊戲室、健身室、連峯橋、御峯多功能廳、寧逸雅座、更衣室、蒸氣浴室、戶外游泳池及池畔陽台。

## 商場
商場樓面近4.7萬方呎分為2部份。1座為2層商場，2座為3層商場，並採用街舖設計。與近年信和置業新建住宅一樣，以類似同期帝峯・皇殿的宮廷式為主題，採用歐陸經典的羅馬式石柱及迴廊。現時商場地下為759阿信屋、大家樂、Grove Sandwiches及百份百餐廳，商場1樓為FUSION超市及奧朗·御峯的售樓處， 2樓則為薩莉亞意式餐廳。
商場地下設小型廣場作為24小時通道。
2022年11月29日，第一太平戴維斯表示商場推出市場標售，截標日期為2023年2月13日，並連同現有租約一併標售。據悉項目連同奧朗．御峯合共市值約3.8億元。

## 交通
| 交通路線列表                         |
| ------------------------------------ |
| 港鐵 - █ 東涌綫：奧運站B、C1、C2出口 |

## 外部連結
1. ↑  . 明報. 2022-11-29  [2022-11-30]. （原始内容存档于2022-11-30）.

- 奧柏．御峯官方網頁 （页面存档备份，存于）
- 信和集團
- 杉樹街╱晏架街項目  （页面存档备份，存于）(市區重建局，瀏覽日期：2012年4月14日)
- 奧柏‧御峯詳細資料 （页面存档备份，存于）